# Église Sainte-Thérèse de Cracovie
Pour les articles homonymes, voir Église Sainte-Thérèse.
L'église Sainte-Thérèse-d'Avila-et-Saint-Jean de Cracovie (en polonais Kościół św. Teresy od Jezusa i św. Jana od Krzyza) est une église catholique baroque de Cracovie.

## Historique
L'église a été construite pour les Carmes Déchaussées entre 1720 et 1730. Le fondateur était Jan Sebastian Szembek, dont le frère, l'évêque Christoph Andreas Johann Szembek, consacra l'église en 1730. Les carmélites déchaussées ont déménagé ici du monastère de la Martinskirche de Cracovie dans la vieille ville de Cracovie. Dans l'autel il y a une peinture du patron de l'église commandée par le donateur. Il y a une colonne baroque devant l'église. 

## Galerie

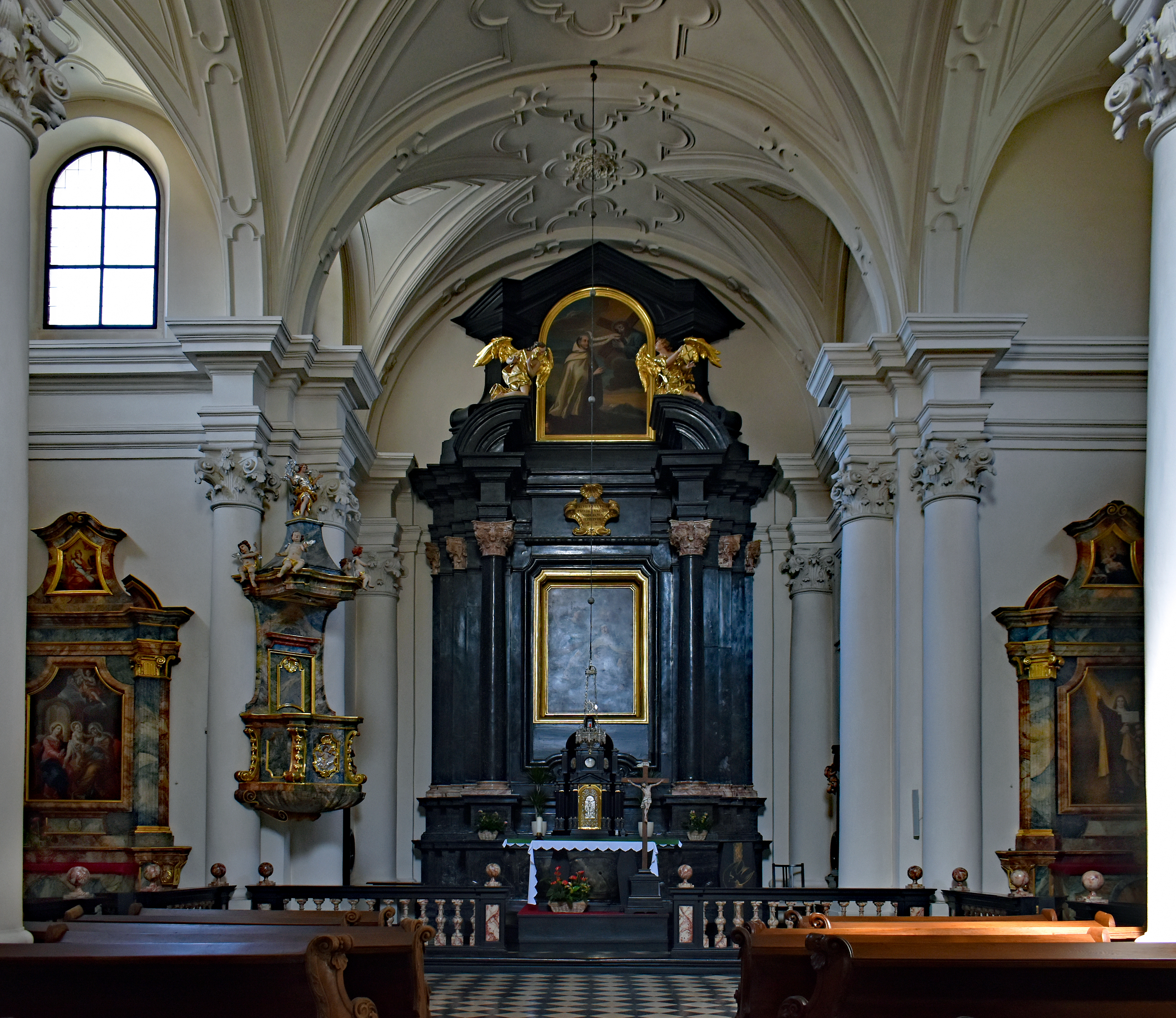
Intérieur